# کوولار
کوولار (به ترکی آذربایجانی: Kovlar، پیش از ۱ سپتامبر ۲۰۰۴ قوولار Qovlar) یک منطقه مسکونی در جمهوری آذربایجان است که در شهرستان صابرآباد واقع شده است. کوولار ۱۶۶۶ نفر جمعیت دارد.